# 筑波大学陸上競技部
筑波大学陸上競技部（つくばだいがくりくじょうきょうぎぶ、英語: University of Tsukuba Track and Field Team）は、筑波大学体育会所属の陸上競技チーム。
1902年（明治35年）に東京高等師範学校徒歩部として創部し、日本初のオリンピック選手・金栗四三をはじめとして多くのオリンピック選手や日本代表選手を輩出してきた。また卒業生の多くが教師として陸上競技部の監督やコーチを務め、各種の陸上競技団体役員に就いている。

## 活動状況

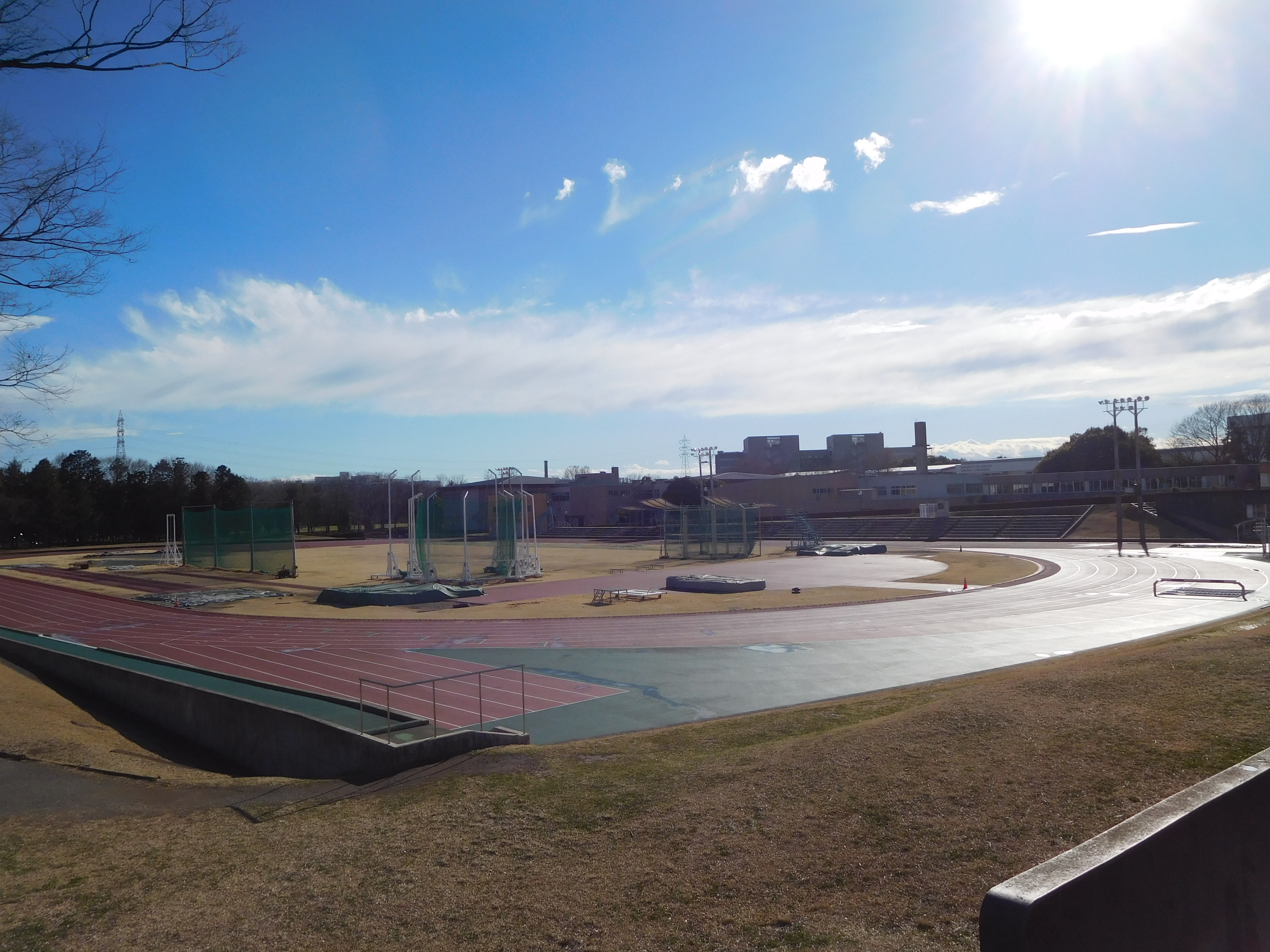
筑波大学陸上競技場

1902年（明治35年）に東京高等師範学校徒歩部として創部し、1974年（昭和49年）より現称の筑波大学陸上競技部を名乗っている。学群生（他大学の学部生相当）から大学院生まで毎年200人以上が所属する大きなチームであり、そのうち4分の1ほどが女子部員である。2018年（平成30年）度の部員は239人。
チームの目標は「日本学生陸上競技対校選手権大会（インカレ）での男女アベック優勝」であるが、創部当時は「学校体育の一環」という位置付けであり、2018年（平成30年）現在も課外活動としての位置を守っている。したがって入部に条件はなく、筑波大生であれば希望者は入部できる。各種大会で活躍するチームの主力は少数の推薦入学者であることが多いが、一般入試を突破して入部後に頭角を現す学生や体育専門学群所属でない学生も少なくなく、必ずしも入部前から競技力が高い選手が集まっているわけでない。例えば5000mで女子選手よりも遅かった男子部員が1分以上記録を縮めた事例もある。
練習拠点は筑波大学陸上競技場で、長期休暇中を除き、通常練習は火曜日と木曜日が16時45分、水曜日が15時15分、土曜日と日曜日が9時30分に開始する。練習は短距離・障害ブロック、中・長距離ブロック、跳躍・混成ブロック、投擲ブロックの5つのブロックに分かれ、短距離・障害ブロックは短短パート、短長パート、障害パートに、中・長距離ブロックは中距離パート、長距離パート、競歩パートに細分される。学生自治の名の下に基本的には学生が自発的にトレーニングに取り組むことを当然とする雰囲気がある一方で、指導者は放任しているわけではなく、少なくとも1人は競技場にいるという状態をほぼ維持している。「トラック&フィールド」を標榜し、走跳投全体を大切にするというスタンスを取る。そのため箱根駅伝復活プロジェクトを立ち上げながらも、東京箱根間往復大学駅伝競走（箱根駅伝）に特化することはできない。
部内は男女で特に分かれておらず、練習や部内委員会なども男女共通であり、唯一「女子主将」（部の副主将を兼任）は、女子部員全体をまとめる役として毎年最高学年の中から選出されている。男子と女子が互いに切磋琢磨することで高いレベルが保たれ、関東学生陸上競技対校選手権大会（関東インカレ）では女子が20連覇を達成している。また、競技者として自身の記録向上に専念するだけでなく、筑波大学陸上競技会（筑波大競技会、年7回）、つくば陸上競技選手権大会、つくばマラソン、なないろスポーツフェスタの企画・運営を部員が行うなど社会貢献も行っている。
卒業した部員の多くは中学校・高等学校・高等専門学校・短期大学・大学の教員となり、各校の陸上競技部監督やコーチに就任したり、全国高等学校体育連盟（高体連）の陸上競技部など陸上競技団体の役員になり、日本の陸上競技界の発展に努めている。このため、筑波大学陸上競技部出身の監督や親の指導を受けて入部する学生も少なくない。一方で日本陸上競技連盟の筑波大出身役員の多さを問題視する意見があり、「筑波大枠」で日本代表に選抜されたのではないかと取り沙汰されたこともある。
筑波大学には本項の陸上競技部のほかにも、体育会医学部会所属の医学陸上競技部（医学陸上部、医陸）と体育系一般学生団体（大学登録サークル）の陸上競技同好会（陸上同好会、陸同）がある。医学陸上部と陸上同好会は普段の練習を合同で行っている。

## 歴史

### 創部前史「嘉納校長とスポーツ」（1893-1902）
筑波大学の前身たる高等師範学校（高師、後の東京高等師範学校）では、体操以外の運動には冷淡であると言われてきたが、嘉納治五郎が校長に就任するとスポーツが盛んな学校となった。1894年（明治27年）秋には初めての大運動会が開催され、1896年（明治29年）3月には寄合会から運動会が独立し、筑波大学蹴球部や硬式野球部の前身となるフートボール部やベースボール部はこの時に創部した。続いて1898年（明治31年）2月には御茶ノ水から池上本門寺まで走る「各級健脚競走」が開かれ、約160人が参加、長距離走大会は後に高師の伝統となった。1901年（明治34年）10月、嘉納校長の提案で寄合会と運動会を統合した校友会が発足し、運動部会には10部が所属した。同年の高師運動会では、全国の中学校・師範学校の選手を集めた競走を初開催したほか、第2回の長距離走大会を大宮氷川公園で実施した。

### 創部「東京高師徒歩部から競技部へ」（1902-1929）
そして翌1902年（明治35年）、校友会に徒歩部と游泳部が加えられ、そのうちの徒歩部が筑波大学陸上競技部の前身である。当時まだ「陸上競技」という言葉は存在しなかったのである。嘉納校長は「徒歩主義」を奨励し、1904年（明治37年）に秋の遠足を長距離競走に、1908年（明治41年）には春の遠足も長距離競走に変更、約600人の全校生徒が参加する大会とした。こうした雰囲気から1906年（明治39年）10月に生徒有志が「歩行術研究会」を結成して神授練体歩行法を学習し、徒歩部員が東京帝国大学・第一高等学校（ともに現・東京大学）・学習院・駒場農学校（現・東京大学農学部）の運動会に出場するなど対外試合に参加するようになった。菅野新七が大阪毎日新聞主催の神戸大阪間マラソン大競争に出場して5位に入賞するなど頭角を現す選手が出てくるが、部全体としては弱小で、東大運動会などに出場すれば最下位が定番で、1910年（明治43年）秋の校内長距離走では徒歩部員でない者に優勝を奪われる始末であった。そのような状況下で入部したのが、金栗四三であった。

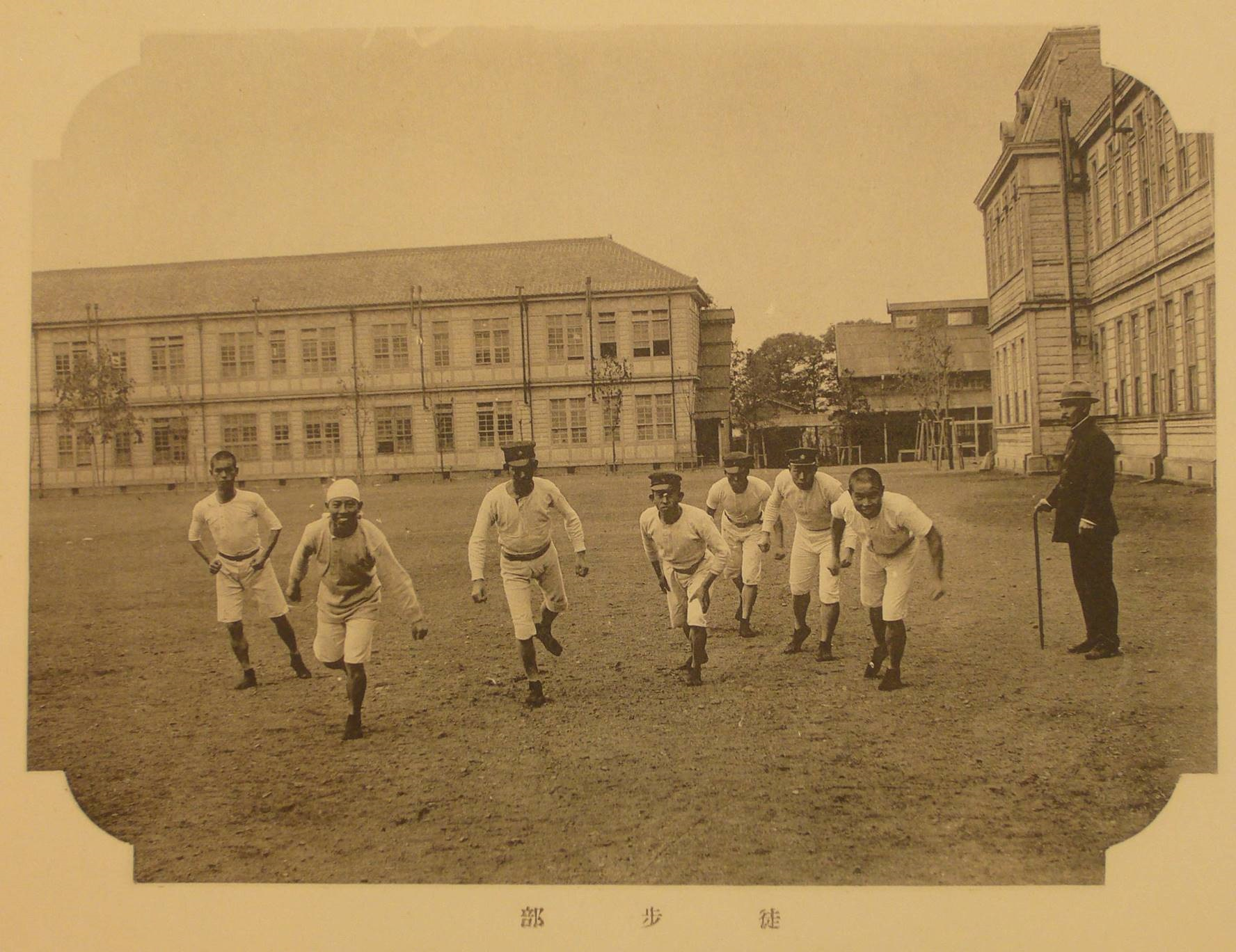
徒歩部の練習風景（1910年代前半）

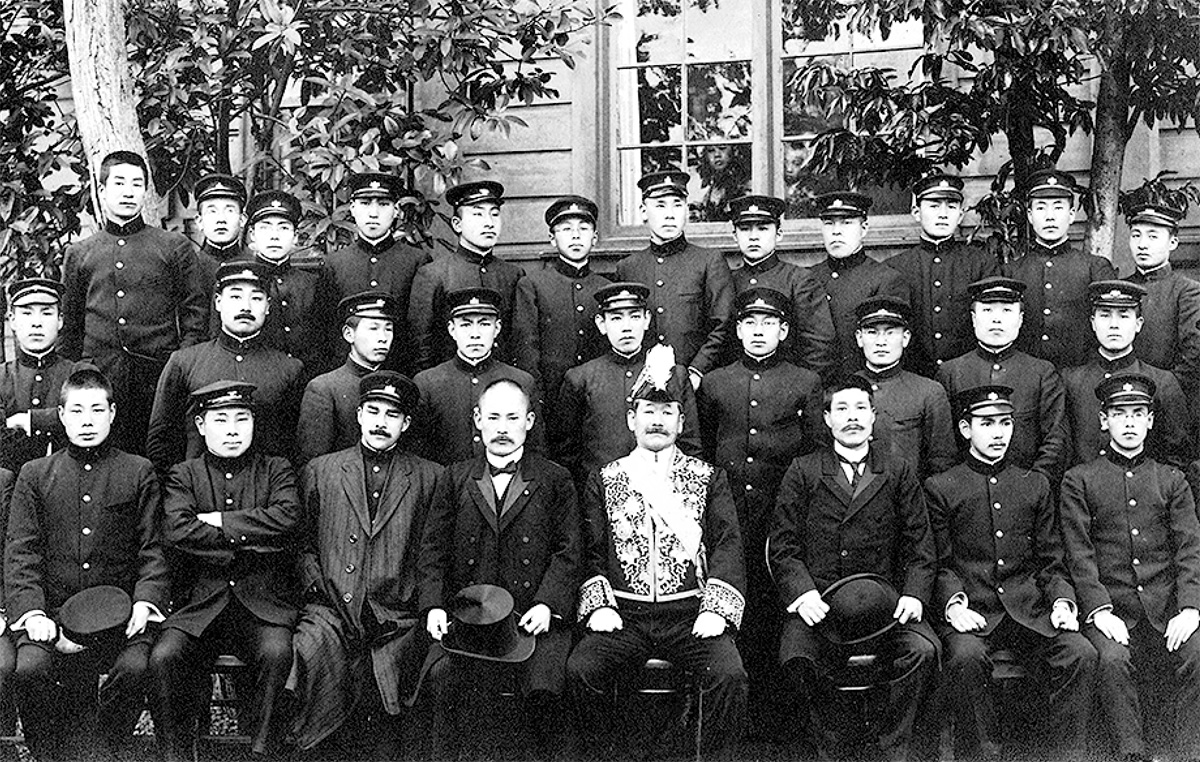
徒歩部員（1913年頃）
嘉納治五郎校長（前列右から4人目）、可児徳部長（前列右から3人目）、金栗四三（前列左から2人目）、渋谷寿光（後列右から3人目）らの姿が見える。

金栗が入部した頃の徒歩部の練習メニューは、全員そろって東京高師の校庭から巣鴨を経由して板橋方面への往復1里（≒3.927 km）を24 - 25分のゆっくりとしたペースで駆けるというもので、金栗のように高みを目指す選手には満足のいくものではなかった。そこで金栗は自主的に朝練に取り組み、菅野から伝授された「脂抜き走法」を実践するなどして鍛錬し、羽田運動場で開かれた1912年ストックホルムオリンピックの予選会で25マイル（≒40.23 km）のマラソンで2時間32分45秒の世界新記録を打ち立て、短距離走の三島弥彦（東大）と共に日本初のオリンピック選手に決まった。このマラソンには金栗のほかにも東京高師から橋本三郎と野口源三郎が出場しており、それぞれ5位、4位となっている。金栗はオリンピック本番で熱中症のため途中棄権となったが、その後も2度オリンピックに出場し、卒業後も永らく徒歩部の指導に当たった。金栗の後輩・野口源三郎は第1回日本選手権（1913年=大正2年）を棒高跳で、第3回極東選手権（1917年=大正6年）を十種競技で優勝した後、東京高師の教授として母校に戻り陸上競技部長に就任した。
こうして長距離走での活躍から始まった徒歩部は1915年（大正4年）以降、数年に渡って日本の長距離界の上位を独占するようになり、この頃から短距離走や他の種目の競技力も向上を見せるようになった。1918年（大正7年）11月25日には東京帝大・東京高師対抗陸上競技会が開催され、引き分けに持ち込んでいる。この両校の対校戦が発展して翌1919年（大正8年）に関東学生陸上競技対校選手権大会（関東インカレ）の前身となる東都専門学校連合競技大会の第1回大会が開かれ、関東学生陸上競技連盟（関東学連）もこの時発足した。1920年（大正9年）、金栗・野口と明治大学競走部の沢田英一の3人が企画した第1回東京箱根間往復大学駅伝競走が四大専門学校対抗駅伝競走の名で開催され、東京高師が優勝を果たした。同年、全国専門学校連合競技会の名で開催された第2回関東インカレでは前回優勝した早稲田大学を4点差でかわして優勝した。なお、この頃に徒歩部から「競技部」へ改称している。
1928年（昭和3年）5月、第1回日本学生陸上競技対校選手権大会（日本インカレ）が明治神宮外苑競技場で開かれ、東京高師は早大・慶大・京大・東大に次ぐ5位となった。翌1929年（昭和4年）5月の第2回日本インカレでは早大・慶大に次ぐ3位に順位を上げた。国内の学生大会だけでなく、国際大会においてもオリンピックや極東選手権に多くの学生が派遣され、1924年（大正13年）のパリオリンピックには東京高師陸上競技部長の野口源三郎が監督として派遣された。

### 文理科大競技部（1930-1949）

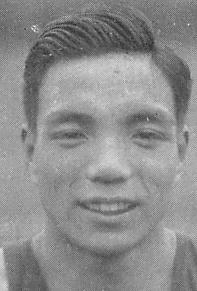
吉岡隆徳

1929年（昭和4年）に東京文理科大学（文理科大）が創立し東京高師がその附置校となったことを受け、翌1930年（昭和5年）に東京高等師範学校陸上競技部は東京文理科大学陸上競技部に名を改め、東京高師・文理科大合同の陸上競技チームとなった。また校友会も大塚学友会に改称した。チーム名は文理科大で統一されたものの、部員は東京高師の生徒が中心で文理科大生は多くとも1学年3人であった。また東京文理科大学は女子高等師範学校の卒業生に入学資格を与えたことから女子学生が存在したが、女子の入部者はいなかった。なお、東京高師から文理科大への移行期には運動部全体が一時低迷したが、1930年（昭和5年）の年の日本インカレでは、後に「暁の超特急」の異名を与えられる吉岡隆徳が100m・200mで2冠を達成するなどして早大に次ぐ2位となった。そして翌1931年（昭和6年）の日本インカレで念願の初優勝を飾った。この年、12章31条からなる競技部の定款を制定し、事務所を東京高師寄宿舎に置くなどの事項が取り決められた。その後も1932年（昭和7年）、1934年（昭和9年）に日本インカレで優勝、1938年（昭和13年）からは3連覇を果たし、学生陸上競技界の中心を成すチームとなった。この間、1936年（昭和11年）に北多摩郡保谷町下保谷（現・西東京市東町一丁目）に新競技場が建設され（現・文理台公園）、永らく競技部の練習拠点として利用されることになる。
日中戦争の先行きが不透明となる中、1941年（昭和16年）に大塚学友会は解散し、新たに「全学一致心身を修練し教育報国の気魄を涵養し実践力を錬成」するために大塚学園報国会が発足した。その中に「鍛錬部」が設けられ、陸上競技部は陸上競技班となった。鍛錬部各班は戦況が厳しくなる中も活動を続けたが、1944年（昭和19年）以降は活動記録がほとんど見当たらなくなる。
東京高師および文理科大の競技部出身者は、日本全国の学校で教師に就任し、各校で生徒に陸上競技を教える指導者となった。それだけでなく、雑誌『体育と競技』で最新の陸上競技の情報や技術を人々に発信し、陸上競技の専門書を著して陸上競技の普及に努めた。終戦までに刊行された陸上競技に関する書籍232冊のうち、競技部関係者が執筆陣に加わっているものは半数以上に上り、特に野口源三郎著『オリムピック陸上競技法』は28版まで増刷されたベストセラーとなった。

#### 東京体育専門学校「もう1つの競技部」（1941-1949）
1941年（昭和16年）、体育研究所を廃止して東京高等体育学校が開校した。初代校長は東龍太郎であったが、実務は体育研究所時代に技師であった大谷武一・野口源三郎の両名が司った。陸上競技の指導は陸軍戸山学校から赴任した浅野辰三（旧姓：藤田）と武政喜代次（旧姓：藤田）が担当した。武政は後の東京教育大学・筑波大学でも競技部の部長・監督を務める人物である。
戦中の東京高等体育学校は行軍大会や国防競技に出場し、1943年（昭和18年）の第2回関東学徒行軍大会で優勝、同年の国防競技で東京高師に次いで2位に入賞している。東京高等体育学校は1944年（昭和19年）に東京体育専門学校に改称し、1946年（昭和21年）の関東インカレで2位、1947年（昭和22年）の箱根駅伝で9位、日本インカレで7位、1948年（昭和23年）の箱根駅伝で8位、関東インカレと日本インカレで共に8位、1949年（昭和24年）の箱根駅伝で3位に入賞した。

### 教育大競技部（1949-1974）
1949年（昭和24年）6月1日、国立学校設置法の制定により新制国立大学68校が一斉に開学し、文理科大は東京高師・東京体育専門学校・東京農業教育専門学校と統合し、東京教育大学（教育大）が発足した。これに伴い、文理科大と東京体専の陸上競技部を統合し東京教育大学陸上競技部として関東学連に登録した。教育大陸上競技部の初代部長には浅川正一、監督には武政喜代次が就任した。旧制各校から移籍した者から新制高等学校の卒業生まで多様な年齢層の部員を抱えての始動であった。また、女子部員が入部するようになる。
部員は活動拠点である保谷の合宿所、部員のほとんどが所属する体育学部のある幡ヶ谷キャンパス（渋谷区西原一丁目）、一般教養の授業が行われる大塚キャンパス（文京区大塚三丁目）を行ったり来たりする生活を送った。実際の練習は火曜日に全部員が集まる合同練習を幡ヶ谷で、他の曜日の合同練習を保谷で、ブロック練習を保谷または幡ヶ谷で行い、週1日はフリー練習または休養としていた。霜柱が立たないよう冬季は幡ヶ谷のグラウンドに筵（むしろ）を敷く、保谷グラウンドに西武鉄道から払い下げた枕木を敷き詰め、そこにバーベルを並べてウエイトトレーニングを行うなど設備が整わないなりに工夫して練習が行われた。保谷グラウンドはラグビー部との兼用で、ラグビー部が練習しているそばで競技部員がハンマー投をするなど危険を伴いながらも事故は発生しなかったという。
教育大競技部として初めて参加した1949年（昭和24年）の日本インカレでは、競技部史上初めて0点に終わるという結果であった。この成績は『日本学生陸上競技70年史』で「名門の文理大は無得点に終わった。」と書かれるほどで、部内では開催地の名を取って「明石の0点を忘れるな!」を合言葉に練習や試合に臨むこととなった。翌1950年（昭和25年）は入賞1名で4点と何とか0点を脱し、1951年（昭和26年）に5位、1952年（昭和27年）に4位、1955年（昭和30年）・1956年（昭和31年）に連続で3位となるなど上位入賞はするものの優勝には届かない時期が続く。一方の女子は1952年（昭和27年）に関東インカレに初出場して3位に、日本インカレでは6位に入賞を果たす。その後日本インカレでは1956年（昭和31年）に3位、1957年（昭和32年）・1958年（昭和33年）に連続で2位など男子同様の活躍を見せるようになる。
教育大の後期は筑波研究学園都市への移転が取り沙汰されている時代であり、学生運動に傾注する学生も多く（筑波移転反対闘争）、競技部の活動も低調となっていく。この頃の部員数は1学年20人前後、総数80 - 90人であり、学生運動に身を投じて退部する部員も存在した。部員は主将を中心として熱心に励むも、関東インカレでは男女とも10位以内に入賞できるが優勝はなく、日本インカレでは女子はたびたび入賞を逃し、男子は1969年（昭和46年）の6位を最後に入賞できなくなってしまう。教育大の教員である部長・コーチ・監督ら指導陣は選手を強化しようにも大学闘争の処理で思うようにグラウンドに立つことができず、在京のOBが日頃の指導に尽力した。強化策としてOBが順天堂大学との競技会を企画・開催し、春や夏の合宿に「暁の超特急」こと吉岡隆徳や東京オリンピックでスターターを務めた松田岩男を臨時コーチとして招くなどした。また順天堂大学との競技会は日刊スポーツ新聞社の社員になっていたOBの安田矩明らの協力でナイター陸上へと発展し、スーパー陸上を経てゴールデングランプリ陸上として続いている。
教育大の筑波移転が現実問題となると、練習拠点の保谷合宿所は閉鎖が決まり、その時になって近隣商店に多額の借金を抱えていることが判明した。学生の自治管理による運営であったために発覚が遅れ、体育学部の教授会では原因究明と借金返済に大いに苦労したという。また嘉納治五郎が書いた「精力善用」の額を紛失していることも明らかとなった。

### 筑波大競技部（1974-）
1974年（昭和49年）3月のある日、保谷寮に部員が集められ、「いつから筑波大学陸上競技部を名乗るか」が議論された。翌4月から筑波大学1期生が入学し、教育大陸上競技部に筑波大生の入部が予想されたためである。議論は白熱し、「翌4月から筑波大陸上競技部に改名」、「教育大と筑波大の在籍者が2学年ずつになる翌年に改名」、「全員が筑波大生となる翌々々年まで改名しない」の3案に絞られたが結論は出ず、一任された武政部長の鶴の一声で翌4月から筑波大陸上競技部を名乗ることになった。筑波大学への移行後、全国高等学校総合体育大会（インターハイ）優勝者など有力な選手の入部が続き、部員は1学年50人以上、総勢200人超の大所帯となる。
チーム名が筑波大に統一されたとはいえ、教育大時代に入学した部員はそのまま保谷で、筑波大に入学した部員はつくば（当時はまだ新治郡桜村だった）でそれぞれ練習を積むという状態となり、指導者はそれぞれ配置されたものの、保谷とつくばを往来する日々が続くこととなる。統一初年度の日本インカレは男子が6位、女子は入賞ならずという結果であった。1976年（昭和51年）の日本インカレは男女とも3位、全員が筑波大生となった1977年（昭和52年）は男子が3位、女子が5位入賞であった。この年、初めてすべてのブロックにコーチが揃い、全種目の指導ができるようになった。その後も男子は高順位を維持し、女子は人数不足から入賞を逃す年があるという状況が続き、1985年（昭和60年）に男子が実に45年ぶりとなる優勝を果たした。1988年（昭和63年）は男子が1種目優勝のみの3位に沈んだ一方で、女子が初の優勝を掴んだ。
平成に入った最初の日本インカレ（1989年=平成元年）は、男子が優勝種目なしだったものの3位を維持、女子は複数種目制覇ながら5位に転落した。一方この頃から女子の入部者の増加とともに従来の男子優先の活動から男女平等な活動へと移行していき、「男女アベック優勝」が掲げられるようになっていく。1990年（平成2年）、女子が2度目の優勝を果たすと、2006年（平成18年）まで怒涛の優勝17回を積み重ねることになる。一方の男子はこの間、2001年（平成13年）と2003年（平成15年）に優勝し、2度のアベック優勝を達成している。その後、女子は2009年（平成21年）から2014年（平成26年）まで6回連続の優勝を続け、2018年（平成30年）に4年ぶりの優勝（男子は4年ぶりの3位）を果たした。男子は2008年（平成20年）に優勝したが、この年の女子優勝は福島大だったのでアベック優勝とはならなかった。

## 駅伝

### 男子

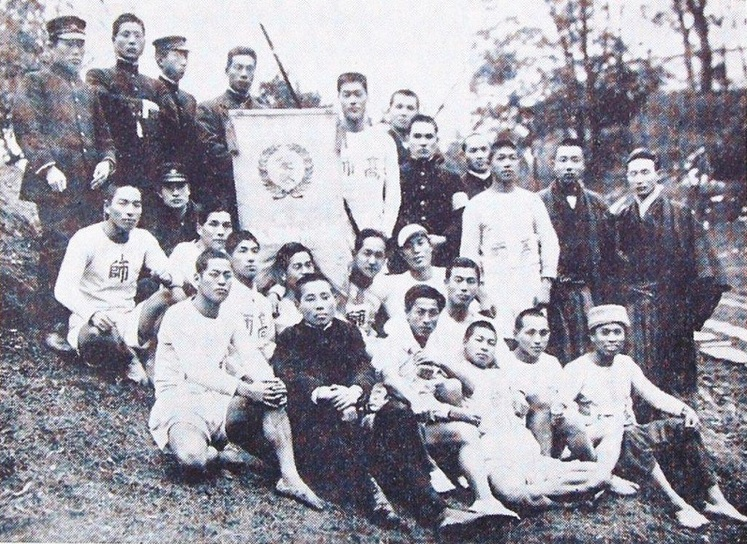
第1回箱根駅伝優勝メンバー

筑波大は前身校を含め、箱根駅伝に62回出場した経験を持ち、1920年（大正9年）の第1回大会で優勝しているほか、長年国立大学唯一の出場校として奮闘していたことで知られる。しかし、1994年（平成6年）の第70回大会後に出場が途絶え、2020年（令和2年）の第96回大会出場まで26年のブランクが生じた。
出場が途絶えて以降、競技部のプロジェクトとして箱根駅伝出場を目指してきたが、2011年（平成23年）に「箱根駅伝復活プロジェクト」を立ち上げ、本格的に復活を目指している。このプロジェクトは文武両道を掲げており、部員は学業のハードルを下げることは許されない。当初の目標は「5年以内に本大会出場、10年以内に優勝」であった。この目標は達成しなかったものの、2019年（令和元年）の第96回大会予選会を6位で通過し、翌年の本大会へ26年振りに出場した。26年のブランクは立教大学の55年、青山学院大学の33年に次ぐ歴代3位の記録である。2020年（令和2年）現在、箱根駅伝出場経験のある筑波大競技部出身の弘山勉が監督を務める。私立大学のように豊富なスタッフがいないため、監督は学生指導のみならず、OB・OGを訪ねての支援要請、高校生選手のスカウト、シューズの発注、部の会計事務など多岐に渡る業務を負っている。

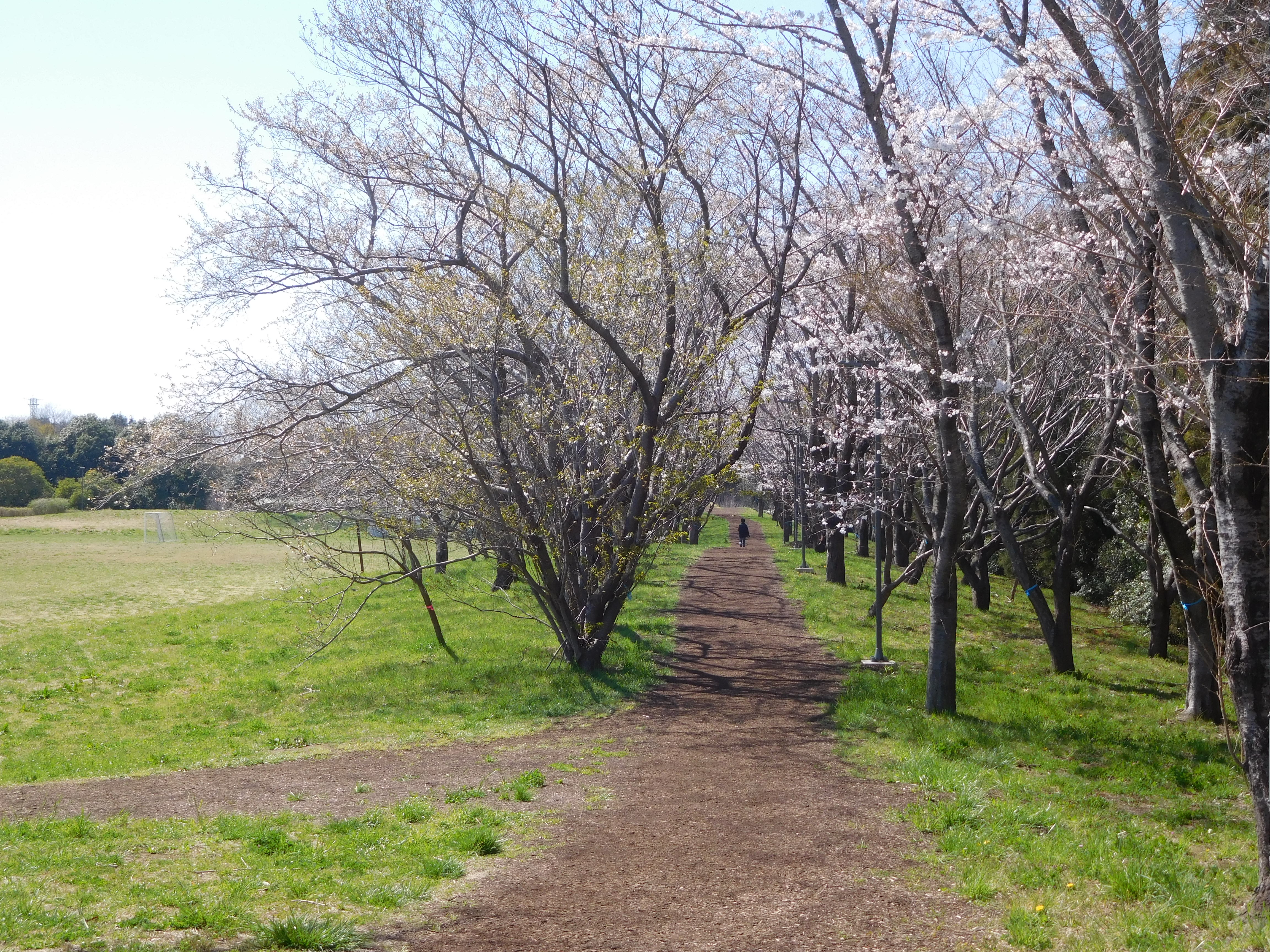
クロスカントリーコース

マネージャーはおらず、普段の記録測定は監督が行う。練習場所のクロスカントリーコース（1周760m）は選手が自分たちでウッドチップを敷き詰めて整備した。資金集めにはクラウドファンディングを利用し、週3回選手に夕食を出せるようになったが、選手は寮に分宿しており、基本は自炊生活で全員が集まれる食堂もない。一方、研究室で運動生理学的なデータを取って学生が研究課題として取り組むなど、筑波大らしい強みもある。
2003年（平成15年）と2004年（平成16年）に鐘ヶ江幸治が学連選抜チームの一員として5区に連続出場、2004年（平成16年）の第80回大会では区間賞を取り、初代の金栗四三杯を獲得した。2019年（平成31年）の第95回大会には相馬崇史が関東学連選抜チームで山登りの5区を走り、復活プロジェクト開始以来初めての筑波大競技部からの出場者となった。相馬は佐久長聖高校でキャプテンを務めた選手で、一般入試を突破して入学し、第94回大会でも学連選抜メンバーに登録されていた。2020年（令和2年）は26年ぶりにチームとして本戦に出場したが、2021年（令和3年）は予選会で本戦に進める10位と18秒差で出場を逃した。
なお、競技部は全日本大学駅伝対校選手権大会（全日本大学駅伝）にも、1980年（昭和55年）の第11回から1984年（昭和59年）の第15回まで5年連続出場しており、最高順位は1982年（昭和57年）の第13回大会に出した3位である。

### 女子
女子は全日本大学女子駅伝対校選手権大会（全日本大学女子駅伝）に第1回大会から第21回大会まで唯一連続出場するチームであった。ただし出場初期の頃には選手を確保することが困難で、短距離選手やバスケットボール部から助っ人を呼び、何とか出場するという状況であった。長距離選手だけで出場できるようになっても、日本インカレで実力以上を出し切って故障する選手が多発し、順風満帆とはいかなかったが、1999年（平成11年）、2001年（平成13年）、2002年（平成14年）の3度優勝を飾っている。連続出場が途切れてからは2012年（平成24年）から2014年（平成25年）に3年連続出場し、2012年（平成14年）の第30回大会では久馬萌が10位で受け取ったたすきを5位で姉の悠につなぎ、悠が3位に押し上げて、最終3位入賞を果たした。

## 関係者

### 役員
筑波大学には競技部出身の体育系教員が数多く在籍するが、陸上競技部の指導者に陸上競技以外を専門とする教員が就任することがあるという特殊な体制を採っている。ブロック別にコーチが任命されているものの、部員は自分の所属ブロック以外のコーチから指導を受けることもできる。
2019年3月現在
- 部長：尾縣貢
- 副部長：大山圭悟
- 監督：谷川聡
- コーチ：谷川聡（短距離・障害）、榎本靖士（中・長距離）、木越清信（跳躍・混成）、大山圭悟（投擲）
- チームドクター：向井直樹、蒲原一之
- 顧問：鍋倉賢治、白木仁

#### 部長経験者
- 可児徳[101]
- 石川林四郎[102]
- 野口源三郎[103]
- 浅川正一[103]
- 武政喜代次[103]
- 松田岩男[103]
- 大木昭一郎[103]
- 関岡康雄[103]
- 西藤宏司[103]
- 永井純[103]
- 村木征人[104]
- 尾縣貢[100]

### 出身者

#### オリンピック選手
- 金栗四三 - 1912 ストックホルム、1920 アントワープ、1924 パリ（いずれもマラソン）[105]
- 大浦留市 - 1920 アントワープ（5000m、10000m）[105]
- 茂木善作 - 1920 アントワープ（マラソン）[105]
- 斎藤兼吉 - 1920 アントワープ（五種競技/欠場）[105]
- 野口源三郎 - 1920 アントワープ（十種競技）[105]
- 納戸徳重 - 1924 パリ（400m、800m、十種競技）[105]
- 上田精一 - 1924 パリ（400m、800m）[105]
- 中澤米太郎 - 1928 アムステルダム（棒高跳、十種競技）[105]
- 吉岡隆徳 - 1932 ロサンゼルス（100m、200m、400mR）、1936 ベルリン（100m、400mR）[105]
- 佐々木吉蔵 - 1932 ロサンゼルス（100m/欠場）、1936 ベルリン（100m）[105]
- 藤田辰三 - 1932 ロサンゼルス（110mH）[105]
- 望月倭夫 - 1932 ロサンゼルス（棒高跳）[105]
- 木南道孝 - 1952 ヘルシンキ（110mH）[105]
- 高橋進 - 1952 ヘルシンキ（3000mSC）[105]
- 沢田文吉 - 1952 ヘルシンキ（棒高跳）[105]
- 大串啓二 - 1956 メルボルン（400mH、400mR）、1960 ローマ（400mH、400mR）、1964 東京（400mH）[105]
- 安田矩明 - 1960 ローマ（棒高跳）[105]
- 天野義裕 - 1964 東京（400mR）[105]
- 鳥居義正 - 1964 東京（棒高跳）[105]
- 永井純 - 1968 メキシコシティ（800m）[105]
- 陳全壽 - 1968 メキシコシティ（100m、十種競技/中華民国代表）[106]
- 村木征人 - 1968 メキシコシティ、1972 ミュンヘン（いずれも三段跳）[105]
- 阪本孝男 - 1984 ロサンゼルス（走高跳）[105]
- 吉田雅美 - 1984 ロサンゼルス、1988 ソウル（いずれもやり投）[105]
- 栗原浩司 - 1988 ソウル（100m、400mR）[105]
- 小池弘文 - 1988 ソウル（400mR）[105]
- 山下訓史 - 1988 ソウル（三段跳）[105]
- 谷川聡[105] - 2000 シドニー、2004 アテネ（いずれも110mH）
- 吉田孝久 - 2000 シドニー（走高跳）[105]
- 横山学 - 2000 シドニー（棒高跳）[105]
- 杉林孝法[105] - 2000 シドニー、2004 アテネ（いずれも三段跳）
- 安孫子充裕 - 2008 北京（1600mR）
- 齋藤仁志 - 2008 北京（400mR/補欠、1600mR/補欠）
- 成迫健児 - 2008 北京（400mH、1600mR）
- 小西祥子 - 2008 北京（20km競歩）
- 山下航平 - 2016 リオデジャネイロ（三段跳）
- 衛藤昂 - 2016 リオデジャネイロ、2020 東京（いずれも走高跳）[107]
- 戸邉直人 - 2020 東京（走高跳）[107]
- 山下潤 - 2020 東京（200m）[107]

#### パラリンピック選手
- 鈴木徹 - 2000 シドニー、2004 アテネ、2008 北京、2012 ロンドン、2016 リオデジャネイロ、2020 東京[105][107]

#### トラック競技・駅伝の選手
- 麻場一徳 - 陸上競技（短距離）選手。山梨学院大学教授。[108]
- 荒川優 - 陸上競技（短距離）選手。スポーツクラウド社長。[109]
- 有川秀之 - 陸上競技（短距離）選手。埼玉大学教授。[110]
- 石塚祐輔 - 陸上競技（短距離）選手。[111]
- 磯辺隆之 - 陸上競技（短距離）選手。1981年アジア選手権400m優勝。[112]
- 大橋祐二 - 陸上競技（110mH）選手。帝京平成大学講師。[113]
- 大室秀樹 - 陸上競技（110mH）選手。2017年世界選手権日本代表。[114]
- 鐘ヶ江幸治 - 陸上競技（長距離）選手。箱根駅伝5区区間賞、金栗四三杯受賞。[115]
- 河合美香 - 陸上競技（長距離）選手。龍谷大学准教授。[116]
- 河北尚広 - 陸上競技（400mH）選手。2006年・2010年アジア選手権銅メダル。[117]
- 川本和久 - 陸上競技（短距離）選手。福島大学教授、陸上競技部監督。[118]
- 久馬悠 - 陸上競技（長距離）選手。[119]
- 久馬萌 - 陸上競技（長距離）選手。[120]
- 渋谷俊浩 - 陸上競技（長距離）選手。びわこ成蹊スポーツ大学教授。[121]
- 神保祐希 - 陸上競技（短距離）選手。[122]
- 世古和 - 陸上競技（短距離）選手。2018年日本選手権100m優勝。[123]
- 帖佐寛章[124] - 元陸上競技（中長距離）選手。順天堂大学名誉教授。
- 藤永佳子 - 陸上競技（長距離）選手。2000年日本選手権5000m優勝。[125]
- 弘山勉 - 元陸上競技（長距離）選手。元筑波大学陸上競技部駅伝監督。[92]
- 星野有 - 陸上競技（中長距離）選手。1987年日本選手権800m優勝。[126]
- 山崎陽子 - 陸上競技（長距離）選手。1994年度JOCスポーツ賞受賞。[127]
- 山中美和子 - 陸上競技（長距離）選手。ダイハツ陸上競技部コーチ。[128]
- 川瀬宙夢 ‐ 陸上競技（長距離）選手。医師。
- 金丸逸樹
- 西研人 ‐ 陸上競技（長距離）選手。
- 杉山魁声 ‐ 陸上競技（長距離）選手。
- 福谷颯太 ‐ 陸上競技（長距離）選手。
- 塚田萌成
- 小山洋生 ‐ 陸上競技（長距離）選手。

#### フィールド競技の選手
- 石川和義 - 三段跳（2003年アジア選手権優勝）[129]
- 土屋光 - 走高跳（2008年日本選手権優勝）[130]
- 中野瞳 - 走幅跳（日本高校記録保持者）[131]
- 村川洋平 - 砲丸投（2011年日本選手権優勝）[132]

#### その他
- 宇土虎雄[105] - 柔道家、日本選手権には100mやリレーで出場[133]
- 佐藤真太郎 - ボブスレー選手（2014 ソチ五輪出場）、陸上では埼玉国体100m優勝[134]
- 山岸徳平 - 国文学者、実践女子大学長[135]